# FK Bokelj Kotor
FK Bokelj Kotor (Montenegrijns: Фк Бокељ) is een Montenegrijnse voetbalclub uit Kotor.
Ten tijde van Joegoslavië speelde de club in de lagere klassen. Na de val van het communisme en de verbrokkeling van het land deed de club het wat beter, nu er veel concurrentie weg was en kon zich midden jaren negentig opwerken naar de tweede klasse van de Federale Republiek Joegoslavië. De club eindigde enkele keren op een zucht van de titel maar kon nooit promoveren naar het hoogste niveau.
In 2006 scheidde Montenegro zich van Servië af en werd een onafhankelijk land. Bokelj werd niet geselecteerd voor de eerste klasse en speelde in de tweede klasse waar de tweede plaats bereikt werd. Hierdoor plaatste de club zich voor de play-offs en won deze van Jedinstvo Bijelo Polje waardoor de club voor het eerst naar de hoogste klasse promoveerde. Bokelj eindigde op de tiende plaats en moest de eindronde spelen voor het behoud, waarin Jedinstvo wraak nam en Bokelj degradeerde.
In 2011 werd de club kampioen in de Tweede liga en promoveerde naar Eerste liga. Degradatie volgde meteen in 2012. Twee jaar later promoveerde de club opnieuw naar de hoogste afdeling.

## Eindklasseringen
| Seizoen | №  | Clubs | Divisie               | WG | W  | G  | V  | Saldo | Punten | Tsch |
| ------- | -- | ----- | --------------------- | -- | -- | -- | -- | ----- | ------ | ---- |
| 2010    | 4  | 12    | Druga Crnogorska Liga | 33 | 13 | 12 | 8  | 52–25 | 51     | ??   |
| 2011    | 1  | 12    | Druga Crnogorska Liga | 33 | 24 | 5  | 4  | 61–22 | 77     | ??   |
| 2012    | 12 | 12    | Prva Crnogorska Liga  | 33 | 5  | 6  | 22 | 21–57 | 21     | 394  |
| 2013    | 2  | 12    | Druga Crnogorska Liga | 33 | 18 | 9  | 5  | 43–19 | 63     | ??   |
| 2014    | 1  | 12    | Druga Crnogorska Liga | 33 | 19 | 9  | 5  | 43–12 | 66     | ??   |
| 2015    | 8  | 12    | Prva Crnogorska Liga  | 33 | 11 | 8  | 14 | 38–45 | 41     | 284  |
| 2016    | 4  | 12    | Prva Crnogorska Liga  | 33 | 17 | 5  | 11 | 43–28 | 56     | 529  |
| 2017    | 10 | 12    | Prva Crnogorska Liga  | 33 | 8  | 12 | 13 | 28-34 | 36     | 288  |
| 2018    | 4  | 12    | Druga Crnogorska Liga | 33 | 15 | 11 | 7  | 49-20 | 56     | ??   |
| 2019    | 3  | 10    | Druga Crnogorska Liga | 36 | 16 | 10 | 10 | 51-25 | 58     | ??   |

## In Europa
#Q = #kwalificatieronde, T/U = Thuis/Uit, W = Wedstrijd, PUC = punten UEFA coëfficiënten .
Uitslagen vanuit gezichtspunt FK Bokelj
| Seizoen | Competitie    | Ronde | Land            | Club         | Totaalscore | 1e W    | 2e W    | PUC |
| ------- | ------------- | ----- | --------------- | ------------ | ----------- | ------- | ------- | --- |
| 2016/17 | Europa League | 1Q    | Vlag van Servië | FK Vojvodina | 1-6         | 1-1 (T) | 0-5 (U) | 0.5 |

Totaal aantal punten voor UEFA coëfficiënten: 0.5
Zie ook
- Deelnemers UEFA-toernooien Montenegro
- Ranglijst van alle clubs die in de diverse Europa Cups zijn uitgekomen